# Alfons Jordan
Alfons Jordan, född 1103 i Mons Peregrinus i Tripoli, död 16 april 1148 i Qesarya i Jerusalem, var en greve av Tripolis från 1105 till 1109. Han var också greve av Toulouse.